# Centre de diffusion des sciences et musée de la technologie - NOÏSIS
Le Centre de diffusion des sciences et musée de la technologie - NOÏSIS (grec moderne : Κέντρο Διάδοσης Επιστημών και Μουσείο Τεχνολογίας - ΝΟΗΣΙΣ) est le plus important musée technologique de Grèce. Il est situé dans la région de Thérmi, dans les environs de Thessalonique. En plus des expositions technologiques, le musée abrite également différents types d'installations, tels qu'un planétarium, un amphithéâtre, une salle de simulation ainsi qu'un cinéma à grand écran pour la projection de programmes à caractère éducatif, dont l'écran est le plus grand en Grèce.

## Histoire
La fondation du musée a lieu en novembre 1978 sous forme d'association, sous le nom de « Musée technique de Thessalonique » (grec moderne : Τεχνικό Μουσείο Θεσσαλονίκης, autour de la personne de Mános Iatrídis, cadre dirigeant de la Dimósia Epichírisi Ilektrismoú à Thessalonique et créateur de la chaîne de télévision de la Dimósia Epichírisi Ilektrismoú lors de la Foire internationale de Thessalonique en 1960, la première chaîne de télévision en Grèce. Initialement, le musée de la technologie est installé au sein d'un espace de 500 m2 dans les locaux de l'usine Fix, à l'ouest de Thessalonique, don de Paraskevás Tsoukalás, l'un des autres membres fondateurs. Par la suite, il est déplacé à l'est de la ville au sein d'un nouvel espace plus spacieux de 1 500 m² à Síndos, alloué par la Banque hellénique pour le développement industriel, et depuis 2001, une nouvelle institution est créée sous le nom de Fondation Centre de diffusion des sciences et musée de la technologie - NOÏSIS et est hébergée dans la région de Thérmi, au sein d'un complexe de bâtiments de 14 000 m² sur un terrain accordé par le dème de Thérmi. Mános Iatrídis est le directeur de la fondation jusqu'en 2017, année de son décès,,.
L'association initiale du musée technique de Thessalonique poursuit ses activités et devient le « Musée hellénique de la technologie - ancien musée technique de Thessalonique » (grec moderne : Ελληνικό Μουσείο Τεχνολογίας - Πρώην Τεχνικό Μουσείο Θεσσαλονικης), en tant qu'institution éducative distincte de la Fondation Centre de diffusion des sciences et musée de la technologie - NOÏSIS, à laquelle elle transmet l'ensemble de ses compétences et de son matériel en 2002. Depuis lors, elle fournit un travail de soutien ainsi que l'organisation d'événements connexes et la publication d'études.
Le musée est également connu sous d'autres noms, comme « Musée technologique de Thessalonique » (grec moderne : Τεχνολογικό Μουσείο Θεσσαλονίκης), ou « Planétarium » (Πλανητάριο), en raison de son bâtiment sphérique caractéristique situé au sein des locaux de Thérmi. Il s'agit d'un organisme différent du parc technologique de Thessalonique, annoncé en mai 2020 et dont l'année d'exploitation est prévue pour 2023 dans la région de Peréa.

## Description
Son architecture fait référence au coin d'Archimède, où le corps allongé du bâtiment principal constitue le levier soulevant la sphère de la Terre, symbolisée par le bâtiment sphérique du planétarium,. Le bâtiment de forme allongée constitue l'espace unique du musée, qui sert de zone d'accueil et est relié au reste des autres bâtiments du complexe.
À l'extrémité du bâtiment principal se situe le musée de la technologie, au sein duquel sont accueillies diverses expositions permanentes et temporaires, telles que la salle de l'exposition des transports avec un certain nombre de vieilles voitures, l'exposition sur la technologie grecque ancienne avec un grand nombre d'appareils technologiques datant de la période classique et hellénistique (reconstructions modernes), une exposition d'anciens appareils photo, etc.. De chaque côté du bâtiment principal se situent,,: 
- le Technoparc, un espace de 450 m2 avec 40 activités éducatives interactives, au sein duquel figurent différentes sections telles que les applications de l'électricité, des expériences d'optique, des expériences de magnétisme, une reconstitution de l'histoire du système solaire, entre autres.
- le Cosmothéâtre (cinéma à écran large), d'une capacité de 300 places, où sont projetés des films et des programmes éducatifs d'intérêt scientifique et environnemental. Les dimensions de l'écran sont de 17 x 27 mètres, ce qui en fait le plus grand de Grèce.
- un planétarium numérique d'une capacité de 150 places, avec un écran hémisphérique de 18 m de diamètre au sommet, sur lequel sont projetées des représentations astronomiques et cosmologiques. Le diamètre extérieur de la sphère est de 25 mètres.
- une salle de simulation d'une capacité de 18 places dans 3 véhicules de six places, simulant diverses activités telles que le vol en avion, l'immersion en mer, le voyage dans l'espace ainsi qu'une visite virtuelle de la Grande Muraille.
- un centre de conférence de 200 places.

Le reste des installations est constitué de zones de service public, telles qu'un centre d'information, une bibliothèque, un restaurant et des magasins, ainsi que des installations administratives composées de laboratoires techniques et de bureaux administratifs.

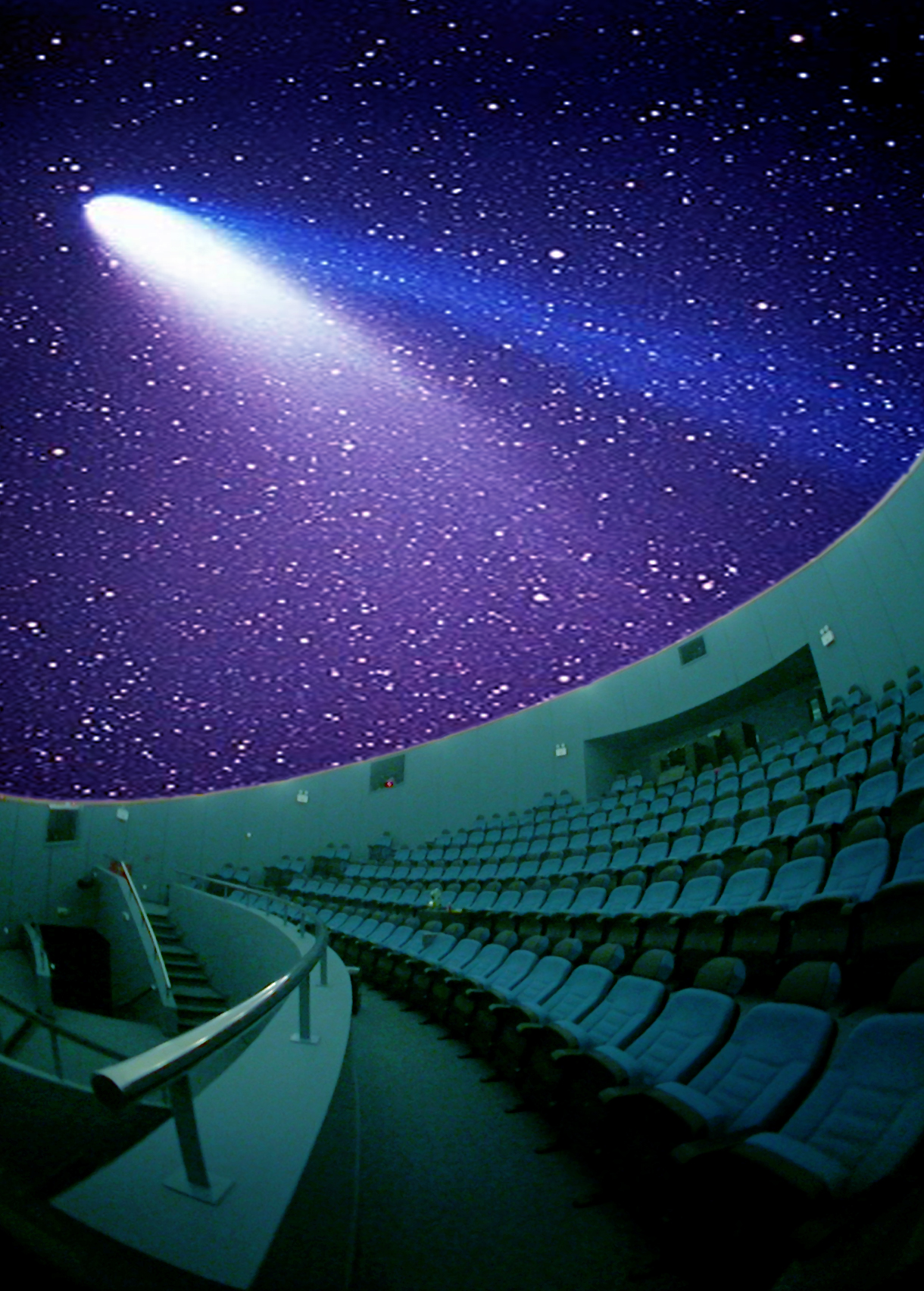
Planétarium
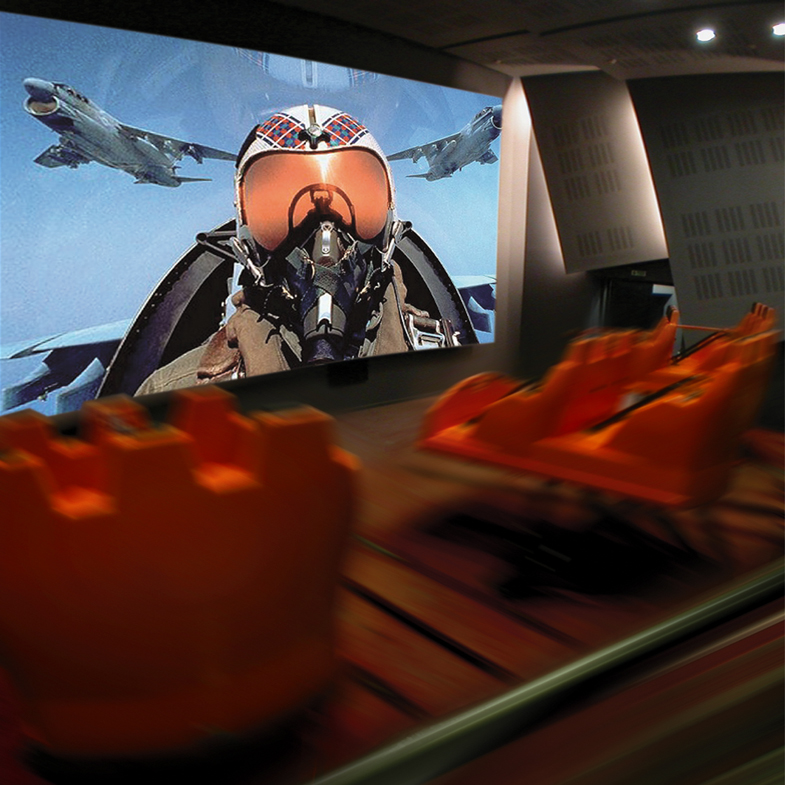
Simulateur de mouvement
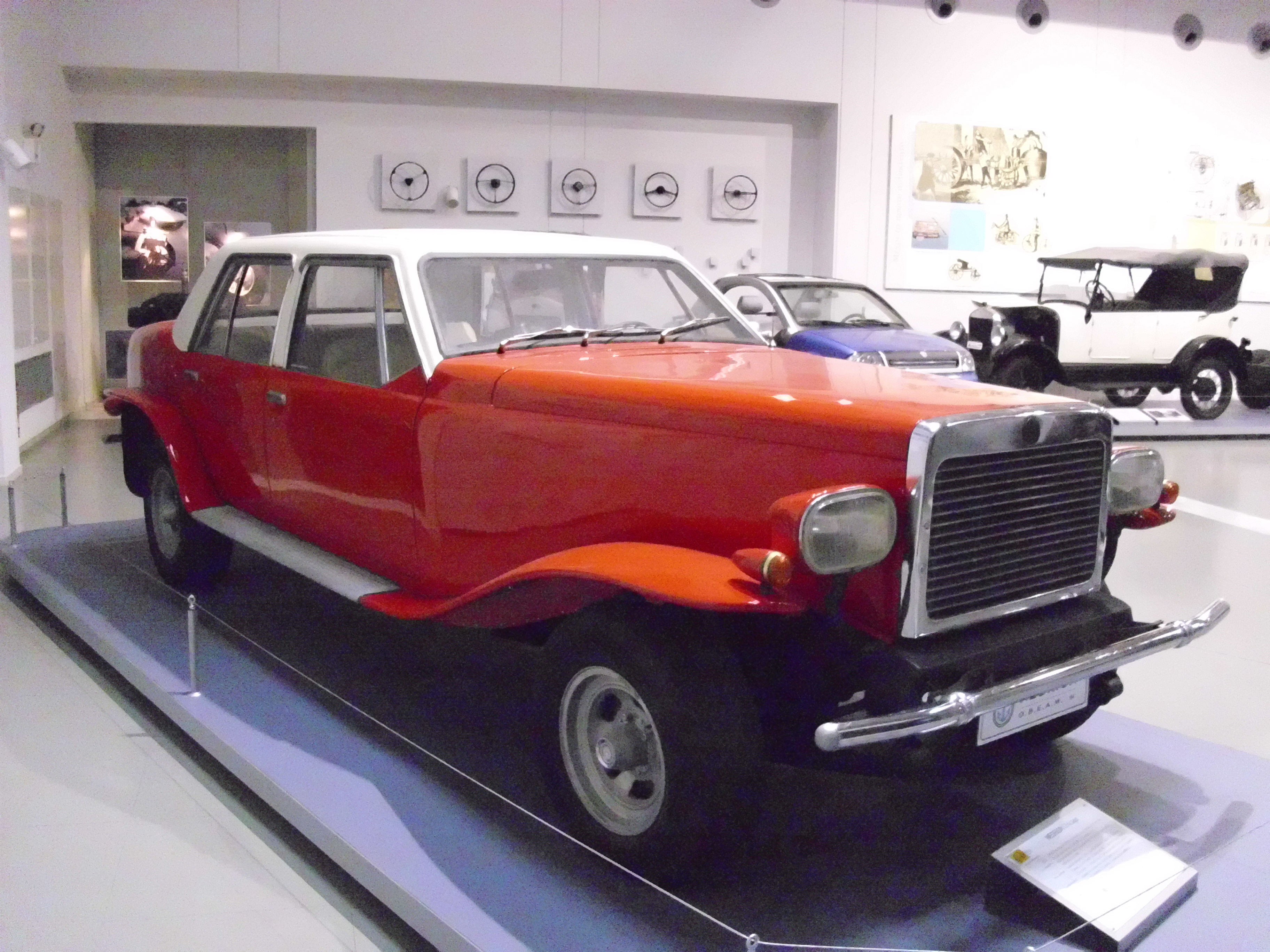
Voiture Neórion Chicago d'Enfield-Neórion
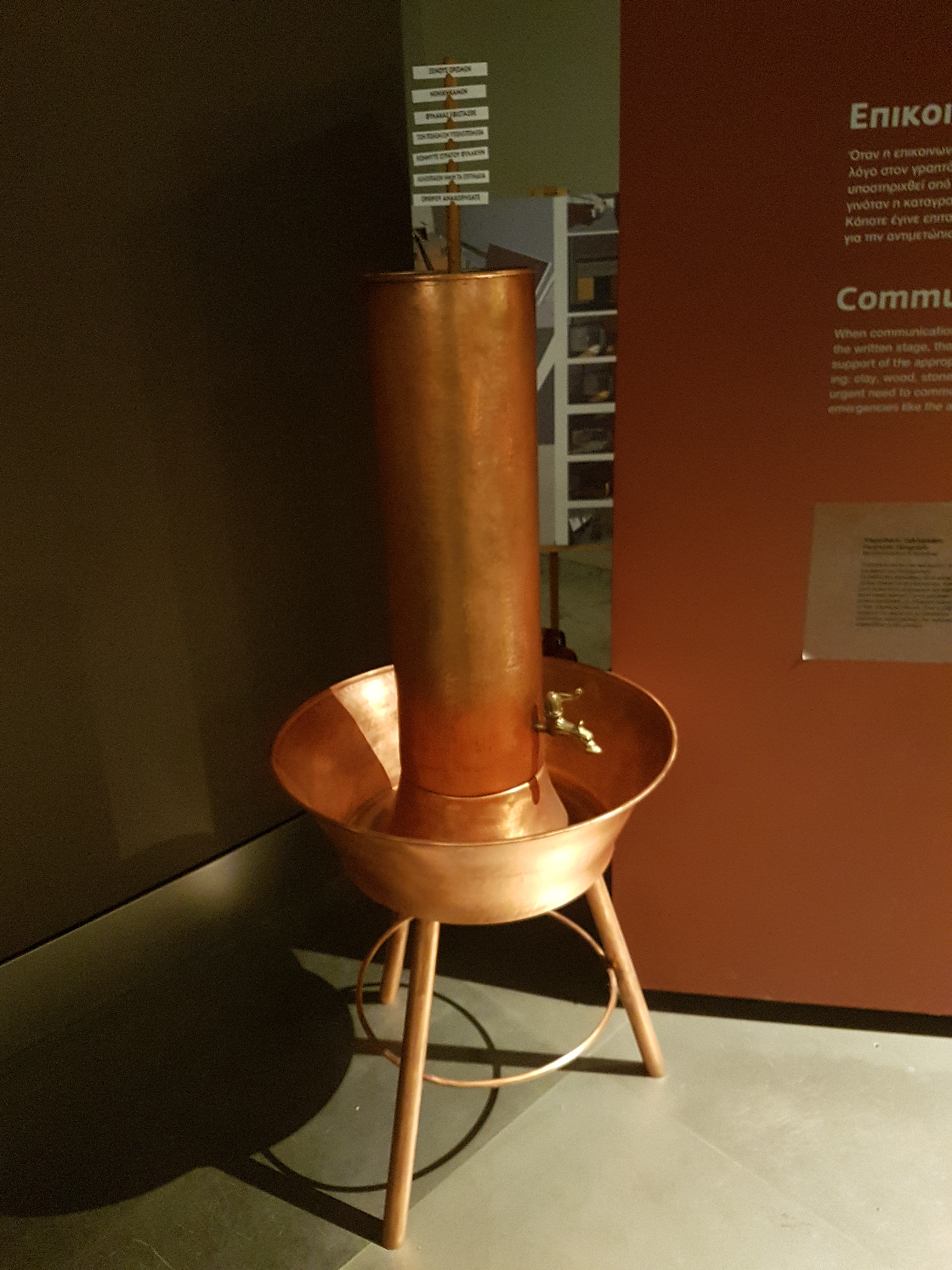
Reconstitution d'un télégraphe hydraulique